# Antonio da San Gimignano
Antonio da San Gimignano (falecido em 1496) foi um prelado católico romano que serviu como bispo de Bagnoregio (1488–1496).

## Biografia
No dia 21 de maio de 1488, Antonio da San Gimignano foi nomeado durante o papado de Inocêncio VIII como Bispo de Bagnoregio. Serviu como bispo de Bagnoregio até à sua morte, listada como 1496 ou 1497.
Enquanto bispo, foi o consagrador principal de Henri d'Aradon, bispo auxiliar de Vannes (1490), e Gaspard de Toriglia, bispo de Santa Giusta (1494).